# Langtang Lirung
Langtang Lirung és el pic més alt de la regió de Langtang Himal, que és una serralada de l'Himàlaia nepalès, al sud-oest del vuitmil del Shishapangma.

## Ubicació
La regió de Langtang Himal forma la part occidental d'un complex de muntanyes que inclou també al Jugal Himal, llar del Shishapangma. Aquest complex jeu entre la vall de Sun Kosi en l'est i la vall de Trisuli Gandaki en l'oest. El Langtang Lirung jeu prop de Trisuli Gandaki, i al nord de Langtang Khola.

## Característiques notables
A pesar que no és prou alt per a l'estàndard dels principals pics de l'Himàlaia, el Langtang Lirung és notable pel seu gran relleu vertical sobre el terreny local. Per exemple, s'eleva per sobre dels 5.500 metres sobre la vall Trisuli Gandaki cap a l'oest en tan sols 16 km. Té una gran cara sud que va resistir als intents d'escalada durant molt de temps. Es troba en el lloc 99 de la llista de les 100 muntanyes més altes del món.

## Historial d'ascensos

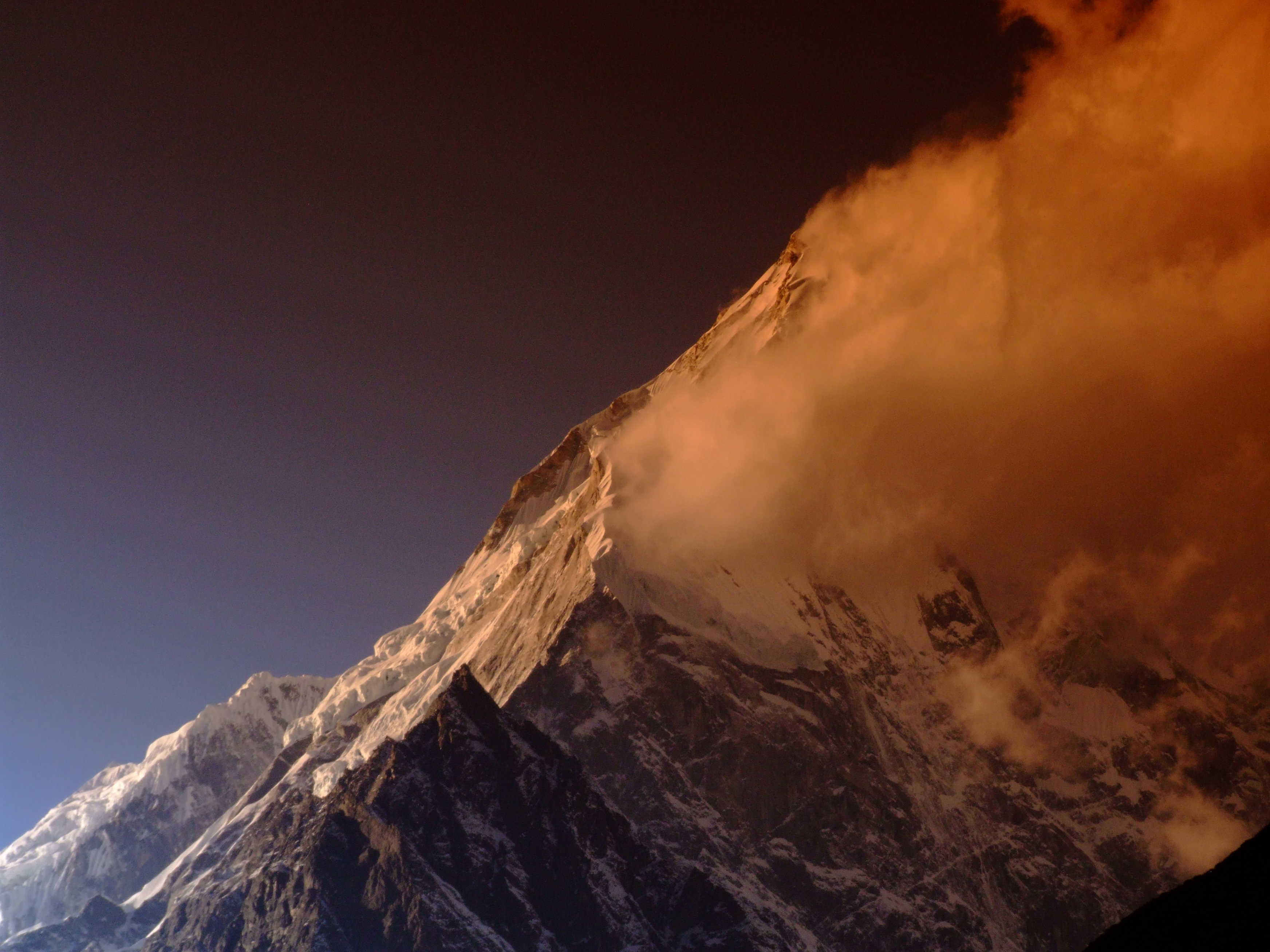
Langtang Lirung

El pic va ser estudiat per Bill Tilman i P. Lloyd en 1949. Es van fer diversos intents per escalar-ho per la via de l'Aresta Aquest en la dècada de 1960, però cap es va apropar al cim.
En 1978, Seisho Wada i Pemba Tsering, d'una expedició japonesa-sherpa, van tenir èxit a aconseguir el cim, també per la via de la ruta de l'Aresta Aquest. Van fer 4 campaments.
D'acord amb l'Himalayan Index, hi ha hagut 14 ascensos al Langtang Lirung (en 1978, 1980, 1981, 1982, 1986, 1988, 1989, 1992, 1994, i 1995), la majoria per les rutes de les Arestes Sud-est i Sud-oest; i 13 intents fallits en el pic.
El 9 de novembre de 2009, el montañista eslovac Presaž Humar, qui es trobava escalant en solitari (en una expedició que va iniciar el 5 d'octubre) per la via de la Cara Sud, va sofrir un accident mentre descendia. Les fonts indiquen que va quedar encallat a la muntanya a una altura aproximada de 6,300 m amb una cama trencada (altres fonts també indiquen que es va trencar les costelles i es va lesionar la columna vertebral.) El seu únic contacte amb el personal del camp base per telèfon satelital va ser el dia de l'accident, i semblava estar en condició crítica. L'equip de rescat va trobar el seu cos el 14 de novembre a una altura de 5,600 m. Possiblement va perdre la vida el dia 9 o 10 de novembre.